# Мирослав Симоновић (фудбалер)
Мирослав Симоновић (Власотинце, 14. мај 1955) бивши је југословенски и српски фудбалер.

## Каријера
Рођен је 14. маја 1955. године у Власотинцу. Био је члан генерације нишког Радничког који је три сезоне блистао у Купу УЕФА, а у сезони 1981/82 стигла је до полуфинала, где је елиминисана од немачког ХСВ Хамбурга (2:1, 1:5).
Носећи дрес ФК Раднички осам сезона у периоду од 1977. до 1985, одиграо је тачно 100 прволигашких утакмица и постигао два поготка. Интернационалну каријеру наставио је у грчкој екипи Пиерикосу (1984-85).
У дресу репрезентације Југославије наступио је једном и то 1980. године у квалификацијама за Светско првенство у Шпанији против Италије (резултат 0:2).